# بالاخنا
بالاخنا (بالروسية: Балахна) هي إحدى مدن روسيا في الكيان الفدرالي الروسي نيزني نوفغورود أوبلاست.

## أعلام
- اندريي بويفالوف